# Unter-Schwarz
Unter-Schwarz ist ein Stadtteil von Schlitz im mittelhessischen Vogelsbergkreis.

## Geografie
Der Ort liegt nördlich von Schlitz, am Vulkanradweg, einem Radweg auf einer ehemaligen Bahntrasse. Nördlich des Dorfes verläuft die Kreisstraße 79, westlich die Landesstraße 3140. Nachdem er zuletzt den am Rande der Flussaue liegenden kleinen Ort durchlaufen hat, mündet der Schwarzbach von rechts in die Fulda.

## Geschichte
1493 erhielt der Müller Conrad Reinhard die Genehmigung, Wald zu roden und dort Äcker und Wiesen anzulegen. Darauf entstand das heutige Dorf.

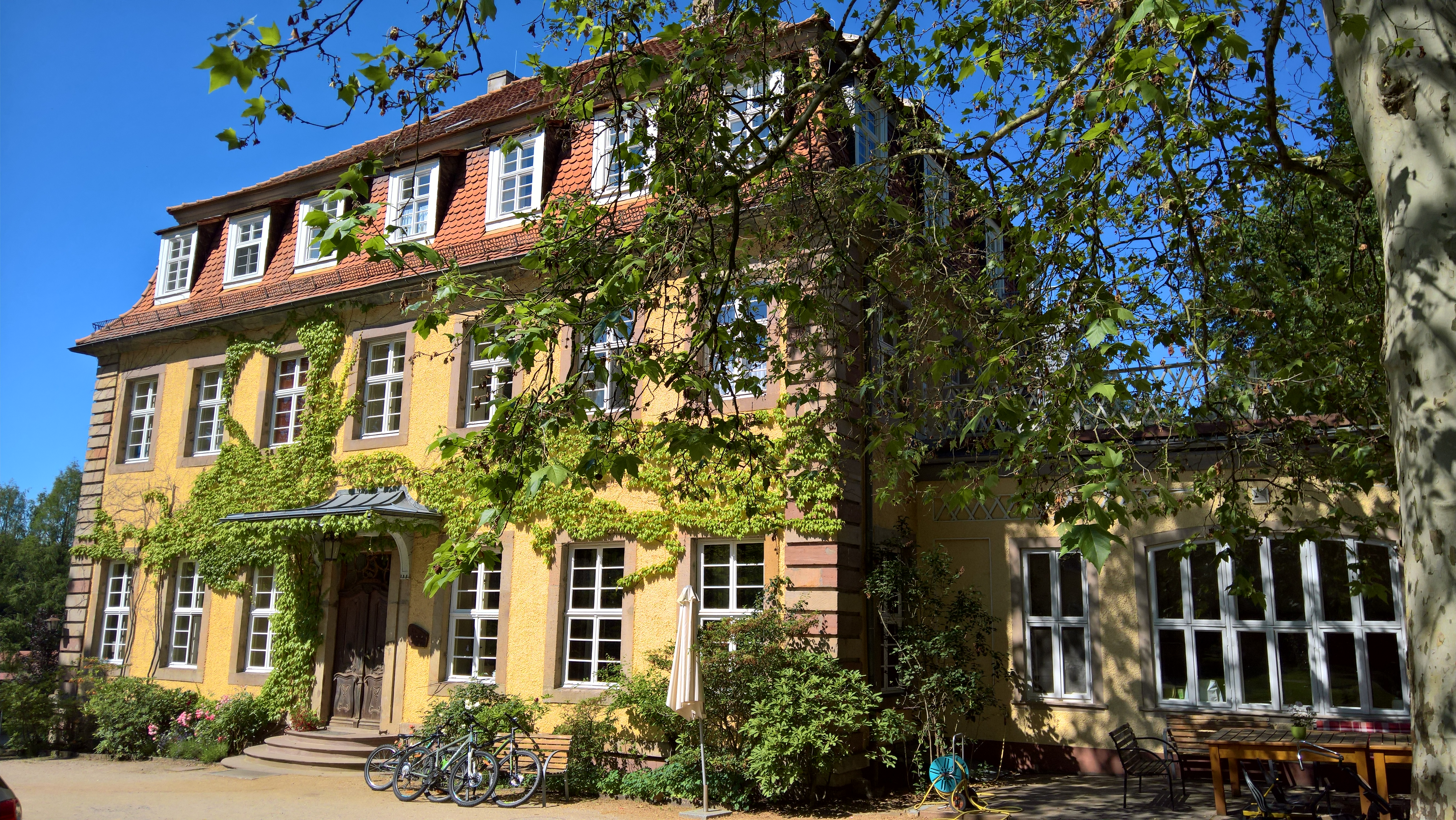
Das ehemalige Jagdschloss Richthof

Der ehemalige Gutshof Richthof wurde u. a. als Sommerschloss der adeligen Familie von Schlitz genutzt. Heute gehört er der anthroposophischen „Lebensgemeinschaft Sassen-Richthof e. V.“
Unter-Schwarz gehörte zur Herrschaft Schlitz. Hier galten die Schlitzer Verordnungen aus dem 18. Jahrhundert zusammen mit Teilen des Fuldischen Rechts als Partikularrecht. Das Gemeine Recht galt nur, soweit diese speziellen Regelungen für einen Sachverhalt keine Bestimmungen enthielten. Dieses Sonderrecht behielt seine Geltung auch während der Zugehörigkeit zum Großherzogtum Hessen im 19. Jahrhundert. In der gerichtlichen Praxis wurden die Verordnungen aber nur noch selten angewandt. Das Partikularrecht wurde zum 1. Januar 1900 von dem einheitlich im ganzen Deutschen Reich geltenden Bürgerlichen Gesetzbuch abgelöst.
Am 1. August 1972 wurde Unter-Schwarz im Zuge der Gebietsreform in Hessen durch Landesgesetz in die Stadt Schlitz eingegliedert.
Für die unter Denkmalschutz stehenden Gebäude des Ortes siehe die Liste der Kulturdenkmäler in Unter-Schwarz.

## Politik
Ortsvorsteher ist Jan Venhaus (Stand Juni 2023).